# 마쓰다이라 다다히로 (1631년)
마쓰다이라 다다히로(일본어: 松平忠弘, 1631년 12월 30일 ~ 1700년 8월 16일)는 일본 에도 시대의 다이묘이다. 어릴적 이름은 쓰루마쓰마루(鶴松丸)이며, 관위는 종오위하, 시모사노카미, 종사위하, 시종에 서임되었다.
야마토 고리야마 번주이던 마쓰다이라 다다아키라의 맏아들로 태어났다. 1634년에는 아버지를 따라 에도로 가서 쇼군 도쿠가와 이에미쓰를 알현하였다. 1639년에 아버지 다다아키라가 히메지번으로 전봉된 후 1644년에 사망하자, 12세의 나이로 히메지 18만 석 영지를 상속하였고, 동생 기요미치에게 영지 3만 석을 분할해 주어 히메지 신덴 번을 세우게 했다. 4년 뒤인 1648년, 나이가 어리다는 이유로 야마가타번으로 이봉되었다. 1668년, 우쓰노미야 번으로 옮겨가게 되었는데, 우쓰노미야 번주이자 같은 오쿠다이라 가문인 오쿠다이라 마사요시가 조루리자카의 복수를 저지르면서 다다히로와 영지를 교체하는 조치를 받았기 때문이다.
1681년에 시라카와번으로 들어온 이후 후계자 문제를 둘러싼 소동이 벌어졌다. 다다히로에게는 장남 쓰루치요(훗날의 마쓰다이라 기요테루) 외에도 세 명의 아들이 더 있었다고 하나 모두 요절하였다. 그런데 쓰루치요마저도 건강 면에 있어서 불안해보이자, 둘째 사위 마쓰다이라 다다나오(松平忠尚)를 무리하게 양자로 입적시켜 대를 잇게 하려 하였다. 하지만 다다나오의 아들이 일찍 죽고, 그 아내마저 반년 만에 사망하니, 그의 존재 가치도 점차 희미해졌다. 50세를 넘긴 다다히로에게 아직 후사 문제가 결정되지 않자 불안해진 가신들은, 마침 가문 계승권으로부터 멀어진 기요테루가 아들 사이구(斎宮, 훗날의 마쓰다이라 다다마사)를 낳자, 사위파와 손자파로 나뉘어 대립 관계를 형성했고 정국은 악화되었다. 막부는 이 소식을 듣고 시라카와 번의 영지 몰수를 결정했으나, 1692년, 야마가타 10만 석 영지로 삭감 전봉되는 것으로 몰수 위기는 면하였다. 다다히로는 소동의 책임을 지고 은거하였으며, 기요테루의 아들 사이구가 그 뒤를 이었다. 다다히로는 1700년, 70세의 나이로 사망하였다.
| 전임 마쓰다이라 다다아키라 | 제2대 히메지번 번주 (오쿠다이라 마쓰다이라 가문) 1644년 ~ 1648년 | 후임 마쓰다이라 나오모토 |

| 전임 마쓰다이라 나오모토 | 야마가타번 번주 (오쿠다이라 마쓰다이라 가문) 1648년 ~ 1668년 | 후임 오쿠다이라 마사요시 |

| 전임 오쿠다이라 마사요시 | 우쓰노미야 번 번주 (오쿠다이라 마쓰다이라 가문) 1668년 ~ 1681년 | 후임 혼다 다다히라 |

| 전임 혼다 다다히라 | 시라카와번 번주 (오쿠다이라 마쓰다이라 가문) 1681년 ~ 1692년 | 후임 마쓰다이라 나오노리 |

| 전임 마쓰다이라 나오노리 | 제1대 야마가타번 번주 (오쿠다이라 마쓰다이라 가문, 재봉) 1692년 | 후임 마쓰다이라 다다마사 |